# Rue Frédéric Pelletier
Pour les articles homonymes, voir Frédéric, Pelletier et Rue Pelletier.
La rue Frédéric Pelletier (en néerlandais : Frédéric Pelletierstraat) est une rue bruxelloise de la commune de Schaerbeek qui va de la rue de Linthout au square Vergote.
Elle prolonge la rue Victor Lefèvre.
Cette rue porte le nom d'un industriel belge, Frédéric Pelletier, né à Chassors le 19 septembre 1845 et décédé à Saint-Josse-ten-Noode le 4 mars 1884.

## Adresses notables
- no 8B : agence de presse Belga (dans les anciennes usines Frédérick Pelletier)
- no 37 : Plusieurs arbres remarquables y sont répertoriés par la Commission des monuments et des sites (aubépine, châtaignier, érables, frêne, hêtre, marronniers, noyers et platane)
- no 69 : Slow Food Brussels
- no 82 : ONG pour la conservation de la nature Fédération des associations de chasse et conservation de la faune sauvage de l'UE